# Theodosius I.
Theodosius I. (starořecky: Θεοδόσιος Theodosios; 11. ledna 347 Coca nebo Italica – 17. ledna 395 Mediolanum), známý také jako Theodosius Veliký, byl římský císař v letech 379 až 395. Vyhrál dvě občanské války a sehrál klíčovou roli při ustanovení Nicejského vyznání víry jako ortodoxní doktríny pro nicejské křesťanství. Theodosius byl posledním císařem, který vládl celé Římské říši, než byla její správa trvale rozdělena na Západořímskou a Východořímskou říši. Ukončil gótskou válku (376–382) za podmínek nevýhodných pro říši, přičemž Gótové zůstali na římském území jako formální spojenci s politickou autonomií.
Theodosius se narodil v Hispánii jako syn vysoce postaveného generála stejného jména, hraběte Theodosia, pod jehož vedením postupoval v řadách římské armády. V roce 374 velel samostatně v Moesii, kde dosáhl určitého úspěchu proti útočícím Sarmatům. Nedlouho poté byl donucen odejít do ústraní a jeho otec byl za nejasných okolností popraven. Theodosius si brzy znovu zajistil své postavení po sérii intrik a poprav u dvora císaře Gratiana. V roce 379, poté co byl v bitvě u Adrianopole proti Gótům zabit východořímský císař Valens, Gratian jmenoval Theodosia jeho nástupcem s úkolem řešit vojenskou krizi. Nový císař však neměl dostatek zdrojů a vyčerpané armády nestačily k vyhnání útočníků; v roce 382 bylo Gótům povoleno usadit se jižně od Dunaje jako autonomní spojenci říše. V roce 386 Theodosius podepsal smlouvu se Sásánovskou říší, která rozdělila dlouho sporné Arménské království a zajistila trvalý mír mezi oběma mocnostmi.
Theodosius byl silným zastáncem křesťanské doktríny soupodstatnosti a odpůrcem ariánství. V roce 381 svolal koncil biskupů na Prvním konstantinopolském koncilu, který potvrdil první doktrínu jako ortodoxní a druhou jako heretickou. Ačkoli Theodosius do fungování tradičních pohanských kultů příliš nezasahoval a jmenoval nekřesťany do vysokých funkcí, nedokázal zabránit ani potrestat ničení několika antických řeckých chrámů, jako byl Serapeum v Alexandrii, křesťanskými fanatiky. Během první části své vlády Theodosius řídil východní provincie, zatímco západ spravovali císaři Gratian a Valentinianus II., jehož sestru si vzal za manželku. Podle historika Andrease Schwarcze bylo toto manželství uzavřeno výhradně za účelem upevnění Theodosiovy politické a vojenské moci. Theodosius sponzoroval několik opatření k vylepšení hlavního města a svého hlavního sídla, Konstantinopole, zejména rozšíření Fora Tauri, které se stalo největším veřejným náměstím starověku. Dvakrát pochodoval na západ – v roce 388 a 394 – aby porazil dva pretendenty, Magna Maxima a Eugenia, kteří se postavili na místo Gratiana i Valentiniana poté, co byli zavražděni. Theodosiovo konečné vítězství v září 394 z něj učinilo vládce celé říše; o několik měsíců později zemřel a po něm na trůn nastoupili jeho dva synové – Arcadius na východě a Honorius na západě.
Theodosius byl považován za svědomitého správce, střídmého ve svých zvycích, milosrdného a oddaného křesťana. Po staletí po jeho smrti byl vnímán jako zastánce křesťanské ortodoxie, který rozhodně vymýtil pohanství. Moderní historici to však spíše považují za interpretaci historie křesťanskými autory než za přesný popis skutečných událostí. Je mu spravedlivě přičítáno, že dohlížel na oživení antického umění, což někteří historici označují jako „Theodosiánskou renesanci“. Ačkoliv jeho uklidnění situace s Góty zajistilo během jeho života pro Říši mír, jejich status autonomní entity uvnitř římských hranic způsobil problémy pro následující císaře. Theodosius byl také kritizován za to, že prosazoval své vlastní dynastické zájmy na úkor dvou občanských válek. Jeho dva synové se ukázali jako slabí a neschopní vládci, kteří pouze přihlíželi období zahraničních invazí a dvorských intrik, což říši značně oslabilo. Potomci Theodosia vládli římskému světu dalších šest desetiletí a rozdělení na východ a západ trvalo až do pádu Západořímské říše na konci 5. století.

## Život

### Mládí a vojenská kariéra
Theodosius se narodil patrně 11. ledna 347 ve městečku Cauca (dnešní Coca) v provincii Gallaecii, na severozápadě Hispánie. Jeho otec, jenž se taktéž jmenoval Flavius Theodosius, byl velmi schopným velitelem za císaře Valentiniana I. a vlastnil rozsáhlé statky v Hispánii. Stejně jako jeho otec a zřejmě i jeho prarodiče vyznával Theodosius křesťanství v jeho nikájské podobě. Rovněž měl bratra jménem Honorius, jehož dceru Serenu později adoptoval a jejím provdáním za velitele vojska (magister militum) Stilichona posílil svoji moc. Mládí strávil Theodosius ve své španělské vlasti. O jeho vzdělávání toho není mnoho známo, kromě toho že projevoval značný zájem o historii a celkově byl prý velmi vnímavý.
Po dosažení vzdělání odpovídajícího jeho původu působil od roku 368 v doprovodu svého otce. Společně s ním se zúčastnil několika vojenských tažení: v letech 368/369 v Británii, v roce 370 proti Alamanům na Rýně (jeho otec zastával v této době vysokou hodnost magister equitum praesentalis, a byl tedy velitelem jezdectva) a proti Sarmatům na Dunaji v letech 372 až 373. Během těchto válečných výprav získal četné vojenské zkušenosti. Zřejmě díky otcově vlivu byl Theodosius poměrně brzy povýšen do funkce dux moesiae prima, čímž mu bylo svěřeno velení provincii Moesii na Balkáně. Tento způsob protekce nebyl tehdy nic neobvyklého a mladý Theodosius se v nové roli rychle osvědčil. V roce 373 byl Theodosius starší povolán k potlačení Firmovy uzurpace v Africe, zatímco jeho syn v roce 374 porazil Sarmaty, kteří se odvážili překročit Dunaj a vpadli do Panonie. Projevil se tak jako schopný velitel, pročež si získal pověst zdatného vojáka.
V roce 376 však Theodosius náhle ukončil svoji vojenskou kariéru a stáhl se zpět na své statky do Španělska. Příčiny tohoto jeho jednání jsou velmi rozporuplné. Každopádně jeho ústup z veřejného života měl úzkou souvislost se smrtí jeho otce. Ten si po potlačení Firmova povstání následným vyšetřováním korupce afrického místodržitele Romana nadělal mnoho mocných nepřátel, kteří ho nakonec obžalovali z vlastizrady a odsoudili k smrti. Theodosius se ještě v témže roce oženil s Aelií Flacillou, jež pocházela z hispánské provinciální aristokracie. V roce 377 přivedla Aelia na svět Theodosiova staršího syna Arcadia. V této době se veškerá Theodosiova činnost týkala správy vlastních polností. Vzhledem k okolnostem již Theodosius zřejmě nepočítal s návratem do aktivní vojenské služby, avšak události nabraly dramatický spád poté, co 9. srpna 378 došlo k bitvě u Adrianopole.

### Císařem na Východě
Ohrožovaní Huny uprchli Gótové vedení svým velitelem Fritigernem v roce 376 přes hraniční řeku Dunaj na římské území. Zde se jim sice nejprve dostalo od císaře Valenta přijetí, avšak v důsledku katastrofálního zásobování se zanedlouho vzbouřili a přešli k plenění diecéze Thrákie. Kromě samotných Gótů bylo v této ohromné mase lidí přítomno také mnoho Alanů, kteří utekli před Huny ze své staré vlasti severně od pohoří Kavkaz, a někteří vzbouření Hunové. Valens zahynul v boji proti Gótům u Adrianopole (dnešní Edirne v evropské části Turecka). Společně s císařem padly v bitvě dvě třetiny římských comitatenses, mobilních polních záloh. Gótové mohli od tohoto okamžiku zcela nerušeně drancovat celý Balkánský poloostrov, takže jejich útoky postihly i Makedonii a Dácii.
Po této katastrofě, jíž soudobé prameny označovaly za nejhorší porážku v římských dějinách od zničení římského vojska Hanibalem v bitvě u Kann v roce 216 př. n. l., povolal císař Gratianus Theodosia z Hispánie. Gratianus zřejmě nutně potřeboval schopného vojevůdce římského původu, což je nepřímým dokladem toho, jak obrovskou pohromu pro římské velitelské kádry tato porážka představovala. V Sirmiu jmenoval Gratianus Theodosia velitelem vojska v Illyricu. Theodosiovi se záhy podařilo zvítězit nad Sarmaty, kteří se povzbuzení úspěchem Gótů pokusili znovu překročit Dunaj. 19. ledna 379 proto Gratianus prohlásil Theodosia za augusta, čímž ho ustavil svým spolucísařem. Gratianus mu vedle Illyrica přidělil do správy také prefekturu Oriens. Theodosiovi tak podléhala správa území, jež bylo téměř identické s teritoriem pozdější východořímské říše.
Theodosius se ihned s velkou energií vrhl do zajištění obrany své části říše. Za své sídlo si ze strategických důvodů zvolil Soluň, odkud zahájil reorganizaci poničené armády. Část Gótů se pokusil zařadit do armády a využít jich v boji proti jejich soukmenovcům. V důsledku toho se ale ještě více prohloubila barbarizace římského vojska, ačkoli v Theodosiově štábu stále působil značný počet římských důstojníků. Aby omezil riziko vzpoury, přemístil koncem roku 379 některé z nových barbarských odvedenců do Egypta výměnou za tam umístěné zkušené římské jednotky. V roce 380 se Theodosius konečně odvážil zasáhnout proti řádění Fritigernových Gótů v prostoru balkánských provincií. Přes počáteční úspěchy brzy utrpěl vážnou porážku, neboť velký počet barbarů od něho odpadl v průběhu tažení. Nato opustil Soluň a 24. listopadu 380 vstoupil do Konstantinopole. V téže době se obrátil na Gratiana o posily. Gratianus mu poslal dva své nejzkušenější generály Bautona a Arbogasta – oba germánského původu – kteří v roce 381 vytlačili Góty z Illyrika zpět do Thrákie. Na konci roku 380 Theodosius velice vážně onemocněl a v očekávání brzké smrti se dokonce nechal pokřtít (v tehdejší době byli novorozenci křtěni jen výjimečně). Tím se ovšem vystavoval případným církevním sankcím, které také v budoucnu skutečně následovaly, jak se to stalo v případě Theodosiova konfliktu s vlivným milánským biskupem Ambrosiem.
3. října 382 se Theodosiovi podařilo přinutit Góty k uzavření smlouvy, jež z nich učinila římské spojence (foederati). V rámci této smlouvy získali právo usídlit se jižně od dolního Dunaje, museli však Římanům poskytovat rekruty. Gótové měli dále povinnost bojovat v dobách války po boku Římanů, ovšem pod svými veliteli, a za tuto službu byli navíc finančně odměňováni. Vrchní velení ale náleželo římským důstojníkům. Smlouva s Góty znamenala zásadní precedens v římských dějinách. Poražení Germáni byli až dosud přijímáni na římské území pouze jako podrobení (dediticii), čímž byli zbaveni veškerých práv s výjimkou osobní svobody. Foedus však usazeným Gótům zajistil postavení říšských příslušníků, třebaže nesměli uzavírat manželství s římskými občany. Jimi osídlené území zůstávalo čistě formálně součástí římské říše, nicméně Gótové zde žijící požívali široké autonomie. I přes veliké ústupky ve prospěch Gótů tato dohoda krátkodobě posílila římskou obranyschopnost (o což šlo Theodosiovi v první řadě) navzdory tomu, že se v dalších letech začaly stále více projevovat nedostatky smlouvy, která byla spojena také s vysokými platbami Gótům. Mezi moderními historiky přesto nepanuje shoda v tom, zda tato smlouva znamenala počátek konečného zániku římské říše. Jejím uzavřením Theodosius pouze stvrdil existující stav věcí, neboť ochromené římské vojsko nebylo schopné vytlačit Góty z říše. Vzhledem k těmto okolnostem je patrné, že se jednalo o velice pružné opatření, kterým Theodosius alespoň dočasně zajistil klid na hranicích a získal tolik potřebné, i když ne moc spolehlivé vojáky.

### Konsolidace říše
V roce 383 byl Magnus Maximus, římský generál hispánského původu, provolán vojskem v Británii za augusta. Příčinou byla nespokojenost vojáků s Gratianovým chováním, jelikož císař dával ve svém doprovodu přednost alanským žoldnéřům před římskými důstojníky, kterým příliš nedůvěřoval. Gratianus vytáhl proti uzurpátorovi, avšak nedaleko Lutetie (dnešní Paříž) přešla většina jeho vojska na stranu jeho protivníka. Krátce nato byl prchající Gratianus zavražděn v Lugdunu (Lyon). Theodosius, jehož vztahy s Gratianem nebyly nijak idylické, byl tehdy plně zaměstnán na východě, kde se nacházel uprostřed příprav tažení proti Peršanům. Uznal proto Maxima za císaře, načež došlo k novému rozdělení říše. Valentinianus II., Gratianův mladší nevlastní bratr, obdržel Afriku a Itálii, zatímco zbytek Západu připadl Maximovi.
V následujících letech se Theodosius věnoval vnitřní konsolidaci státu. Rozhodně vystupoval proti všudypřítomné korupci ve správním aparátu. Žádného podstatného zlepšení hospodářské situace však nedosáhl a neprosadil ani žádné zásadní reformy v oblasti daňové soustavy, třebaže mu nelze vytknout, že by byl špatným hospodářem. Ve státní správě Theodosius preferoval aristokracii a nerozlišoval při tom mezi křesťany a pohany, neboť byl zřejmě toho názoru, že je snazší z této společenské vrstvy vybrat úředníky ochotné vynaložit úsilí k zabezpečení řádného chodu říše. Podcenil ale skutečnost, že šlechta měla často na zřeteli spíše vlastní zájmy, které se leckdy neshodovaly se zájmy státu. Zósimos vytýkal císaři nepotismus, což byl ovšem v antické společnosti celkem běžně se vyskytující fenomén.

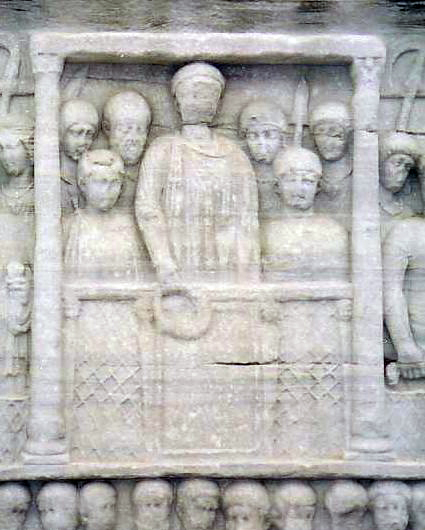
Theodosius předává věnec vítězi, hippodrom v Konstantinopoli

Julianus nebo Valens často přemisťovali svou rezidenci do různých východních měst. Nicméně v době Theodosiovy vlády zažila Konstantinopol výjimečný rozvoj, a definitivně tak potvrdila svoji pozici hlavního města Východu. Městské hradby byly rozšířeny, dále byly vystavěny četné paláce, a především Theodosiovo fórum. Počet obyvatel se v této době rozrostl na asi 250 000 lidí. Také v kulturní oblasti zažil Východ nový rozkvět umění a literatury. Konstantinopolská akademie dosáhla světové proslulosti, přičemž mnozí učenci působili i u dvora, jako například slavný pohanský rétor a filozof Themistios. Do jaké míry napomohl tomuto rozmachu sám císař, je dnes už těžké určit. Jeho přínos tkvěl přinejmenším v tom, že nijak nebránil činnosti mnoha pohanů, kteří se významně podíleli na tomto kulturním rozkvětu.
Theodosius nepatřil mezi bojovné císaře. Dokladem toho je skutečnost, že neobdržel žádné přízvisko oslavující jeho vítězství, jako například Gothicus nebo Persicus, což bylo celkem neobvyklé. Období míru následující po sjednání smlouvy s Góty vedlo k upevnění oslabené východní říše. Pravděpodobně v roce 387 byla po mnoha letech vyjednávání uzavřena smlouva se sásánovskou říší, podle níž bylo sporné území Arménie rozděleno tak, že pětinu země obdrželi Římané, zatímco zbytek byl anektován Peršany (tzv. Persarménie). Tento územní zisk byl pro Theodosia důležitý především kvůli nastolení klidu a zabezpečení trvale ohrožené východní hranice. Ve stejném roce se císař oženil s Gallou, sestrou Valentiniana II., s níž měl dceru Gallu Placidii. Ta měla po jeho smrti sehrát velmi významnou roli v římské politice.

### Zásah na Západě
V roce 388 vytáhl Theodosius v čele silného vojska na západ proti Magnu Maximovi. Ten již o rok dříve překročil Alpy a vpadl do Itálie. Valentinianus II. musel utéct na Východ, kde požádal Theodosia o pomoc proti uzurpátorovi. Z tohoto poměrně krátkého konfliktu vyšel Theodosius vítězně. Maximus byl poražen a usmrcen, čehož bylo dosaženo i díky velkému přispění gótských foederati, což zpochybňuje kritiku mnoha historiků vztahující se k integraci Gótů do říše. Vítězstvím nad Maximem získal Theodosius faktickou kontrolu nad celou říší do vlastních rukou. Přesto se rozhodl dosadit Valentiniana II. zpět na císařský trůn na Západě. Za jeho rádce určil Theodosius schopného, ale také velmi ambiciózního franského generála Arbogasta, kterého o několik let dříve vyslal Gratianus na pomoc Theodosiovi. 13. června 389 Theodosius triumfálně vstoupil do Říma, kde usiloval o dohodu s dosud mocnými starořímskými kruhy, které byly ve své většině nakloněny pohanství. V roce 390 proto jmenoval významného pohanského senátora Viria Nicomacha Flaviana praefectem praetorio, čímž jej ustanovil jedním z nejvyšších civilních úředníků říše. Nedlouho poté se Theodosius vydal do Milána, kde došlo k jeho proslulému střetnutí s biskupem Ambrosiem.
Theodosius zastával celkem tolerantní postoj ve vztahu k pohanům (proti nimž začal vystupovat teprve v posledních letech své vlády) a Gótům. Nicméně poté, co proti němu Gótové v letech 390 až 391 povstali, rozhodl se přitvrdit svoji politiku vůči nim. Přesto je nutné poznamenat, že císařův postoj ke gótským foederati byl vždy určován potřebami reálné politiky. Theodosius Góty částečně i podporoval, a Jordanes ho proto dokonce nazval: „Přítelem míru a gótského lidu.“ To mu nicméně nebránilo v tom, aby Góty nechal krvácet při prosazování vlastních záměrů, jak to dosvědčují vysoké ztráty Gótů v průběhu jeho tažení.

### Poslední léta vlády a smrt
Koncem roku 391 opustil Theodosius Milán a vydal se zpět do Konstantinopole. Avšak již o několik měsíců později došlo k události, která si vyžádala opětovný císařův zásah na Západě. 15. května 392 byl Valentinianus II. nalezen oběšený ve svém paláci ve Vienne. Zda byl zavražděn spiklenci vedenými Arbogastem, nebo z důvodu své faktické bezmocnosti sám spáchal sebevraždu, zůstává nejasné. Nedlouho nato byl 22. srpna 392 rétor Eugenius, který byl jen povrchním křesťanem, prohlášen Arbogastem za císaře. Eugenius brzy dosáhl porozumění s pohanskými senátory v Římě. Naproti tomu Theodosius striktně odmítl uznat Eugenia za svého spoluvládce, třebaže Eugenius o to velice usiloval a ve vztahu k Theodosiovi hodlal zaujmout postavení podřízeného vládce. K vyjádření toho nechal také nadále razit mince s Theodosiovým portrétem.
Theodosiovo odmítnutí nalézt modus vivendi nepochybně sehrálo svoji roli v rozhodnutí pohanské strany v Římě usilovat o potlačení křesťanství. Tato snaha pohanů se však již jeví jako zcela anachronistická. Především Flavianus se horlivě zasazoval o restauraci pohanství, zatímco jeho přítel a příbuzný Quintus Aurelius Symmachus, který před lety podporoval uzurpaci Magna Maxima, zaujímal v této situaci rezervovanější stanovisko. Líčení křesťanských historiků, že pohané plánovali přeměnit kostely ve stáje, je nutné brát s určitou rezervou. Zřejmě se jednalo pouze o určitou podrážděnou reakci na obnovení pohanských kultů. Sám Eugenius se nestavěl proti církvi nijak nepřátelsky, nicméně Ambrosius se vůči Eugeniovi choval zcela neutrálně a zdržel se jakýchkoli projevů podpory uzurpátorovi.

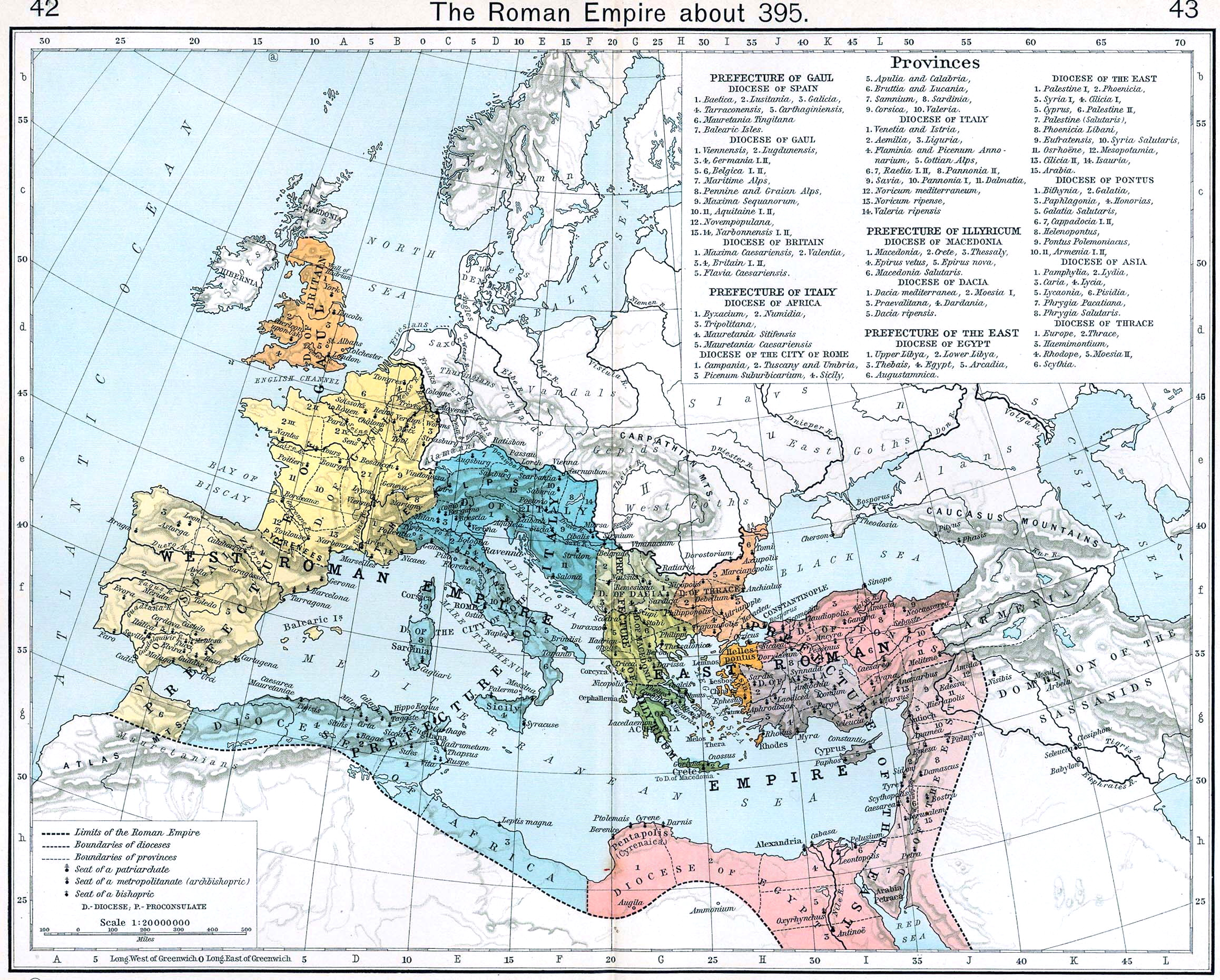
Římská říše v době smrti Theodosia I. v roce 395

23. ledna 393 povýšil Theodosius svého druhého syna Honoria na císaře Západu (starší Arcadius se stal augustem už v roce 383), čímž byla jakákoli šance na dohodu s Eugeniem a Arbagostem zmařena. Konečně v létě následujícího roku se Theodosius vydal s vojskem o síle asi 100 000 mužů, včetně gótských foederati, opět na západ. Na jeho straně byl také Stilicho, který náležel k císařovým nejschopnějším velitelům. 6. září 394 porazil Theodosius Eugenia a Arbogasta v bitvě u řeky Frigidus (v současnosti Vipava na hranicích Itálie a Slovinska). Večer před bojem strávil Theodosius modlitbami v pevnosti Ad Pirum. Tato bitva byla jedním z největších válečných střetnutí v římských dějinách a znamenala definitivní triumf křesťanství nad starými bohy. Eugenius byl zajat a popraven, zatímco Arbogast spáchal zanedlouho sebevraždu. V boji rovněž vykrvácely nejlepší jednotky Západu, což se mělo vedle samotného vítězství křesťanství ukázat jako nejzávažnější důsledek bitvy. Z těchto katastrofálních ztrát se totiž západořímské vojsko již nikdy plně nevzpamatovalo.
Po potlačení Eugeniovy vzpoury se Theodosius stal neomezeným vládcem obou polovin impéria, a naposledy tak dosáhl (i když pouze na několik měsíců) jednoty římské říše. Císař se přičinil o překlenutí propasti, jež touto občanskou válkou vznikla, a ihned po bitvě nechal vyhlásit, že všichni Eugeniovi vojáci, kteří dříve sloužili pod ním, jsou nejen omilostněni, nýbrž také obdrží podíl na kořisti. Aby dosáhl usmíření se senátorskými elitami v Římě, jmenoval dva jejich členy za konzuly pro další rok. Tím si zajistil loajalitu té části společnosti, která nejsilněji podporovala Eugeniovo úsilí o restauraci pohanství.
Theodosius I. zemřel 17. ledna 395 v Miláně. Pravděpodobnou příčinou jeho skonu byla vodnatelnost. Biskup Ambrosius, s nímž se Theodosius opakovaně střetával, pronesl po jeho smrti velice emotivní řeč, v níž Theodosia stylizoval do podoby dokonalého křesťanského císaře. Ambrosius rovněž nabádal Theodosiovy syny, aby dbali zájmů církve, tak jako to činil jejich otec. Císařovy ostatky byly pak přeneseny do Konstantinopole a pohřbeny. Vládu nad říší zdědili Theodosiovi synové Arcadius a Honorius, přičemž ten se stal císařem na Východě, zatímco onen na Západě. Pokračování existence římského impéria tím nebylo zdánlivě nijak dotčeno, jelikož podle vůle zemřelého panovníka došlo pouze k rozdělení vlády v říši mezi jeho dva syny, čímž měla být zachována formální jednota státu, která Theodosiovi ležela tolik na srdci. Skutečnost byla ovšem odlišná. Obě poloviny říše, mezi nimiž panovaly hluboké etnické, kulturní a stále více také sociální a ekonomické rozdíly a jejichž vzájemné kontakty komplikovaly útoky barbarů, se začaly vzájemně vzdalovat i po stránce politické. Svou vinu na tom nesli i Theodosiovi omezení synové, kteří nebyli schopni samostatně vládnout ani velet armádě a svoje pravomoci přenechávali dvorským hodnostářům. Za této situace započal proces formování dvou římských impérií, jejichž panovníci – nebo ti, kteří za ně vykonávali vládu – mnohdy neváhali jednat na újmu druhé části říše. Také v důsledku oboustranné nevraživosti měla již o pouhých osmdesát let později západořímská říše zaniknout. Od dob císaře Theodosia I. se již žádnému dalšímu panovníkovi nepodařilo dosáhnout faktického sjednocení římské říše.

## Náboženská politika

### Křesťanský císař
V silně tendenčních pramenech je vždy kladen obzvláštní důraz na císařovu hlubokou zbožnost. Výrazem této skutečnosti bylo také Theodosiovo odmítnutí titulu nejvyššího velekněze (pontifex maximus), neboť šlo o nejvyšší hodnost v rámci starořímského pohanského náboženství. Podle názorů moderních badatelů však není zcela jisté, zda tento krok byl skutečně výsledkem rozhodnutí samotného Theodosia.
V únoru 380 vyhlásil Theodosius se souhlasem Gratiana a Valentiniana II. slavný edikt Cunctos Populos, v němž byla nikajská podoba křesťanství fakticky ustavena za státní náboženství. Edikt byl určen obyvatelům Konstantinopole, ale prakticky se obracel k veškerému říšskému obyvatelstvu. Císař jím světu sděloval, že za opravdového křesťana je pokládán pouze ten člověk, jenž vyznává víru, kterou Římanům předal apoštol Petr, a jíž vyznávali tehdejší papež Damasus a alexandrijský patriarcha Petros. Všichni jinak nábožensky založení obyvatelé říše byli pokládáni za heretiky. Toto opatření se však vztahovalo výhradně na spory uvnitř církve, a dosud tedy nepředstavovalo rozhodující úder proti pohanství. Aby vyřešil již od roku 325 trvající spor a zažehnal nebezpečí rozkolu mezi trinitaristy a ariány, svolal Theodosius v roce 381 koncil do Konstantinopole (celkově 2. ekumenický). Na tomto koncilu se 150 biskupů usneslo na definitivní podobě nikajského vyznání víry (které je platné dodnes), a sice v takové podobě, jež odpovídala císařovu dříve vyjádřenému stanovisku. Biskupové se tedy drželi zásady, podle níž měl císař právo na spolurozhodování v otázkách víry. Tímto usnesením byla nepřímo, nicméně vědomě oslabena Gratianova pozice, neboť západní císař svolal v témže roce koncil do Aquileie.
Proti dosud tolerovanému pohanství Theodosius energicky zakročil teprve na samém sklonku své vlády. Do této doby mohli pohané dokonce působit ve státní správě a v armádě. V letech 391 až 392 došlo ke konečnému zákazu pohanských kultů a jejich vykonávání. V roce 393 byly zakázány rovněž olympijské hry. Realizace tohoto zákazu ale nastala až za Theodosia II. zapálením Diova chrámu v Olympii. Navzdory tomu se hry měly tajně konat ještě v 6. století. To je také jedna z příčin pochybností moderních historiků o tom, zda byly tyto císařovy výnosy skutečně dodržovány a prováděny. Pozoruhodné rovněž je to, že ani u křesťanských, ani u pohanských autorů 5. století se zatím nenašla jediná připomínka účinnosti zákazu pohanských kultů. V roce 391 však došlo k závažnému incidentu: v Alexandrii se rozhořelo krvavé střetnutí mezi křesťany a pohany, zřejmě rozdmýchané místním patriarchou Theofilem. Někteří pohané se opevnili ve známém alexandrijském serapeu, kde nutili křesťany k provádění obětí, a několik jich dokonce ukřižovali. Theodosius sice odmítl tyto vraždy potrestat, aby nevystupňoval již tak vysoké napětí ve městě, nařídil ale likvidaci chrámu, čehož ovšem Theofilos využil ke zničení i jiných pohanských svatyň.

### Spor s Ambrosiem

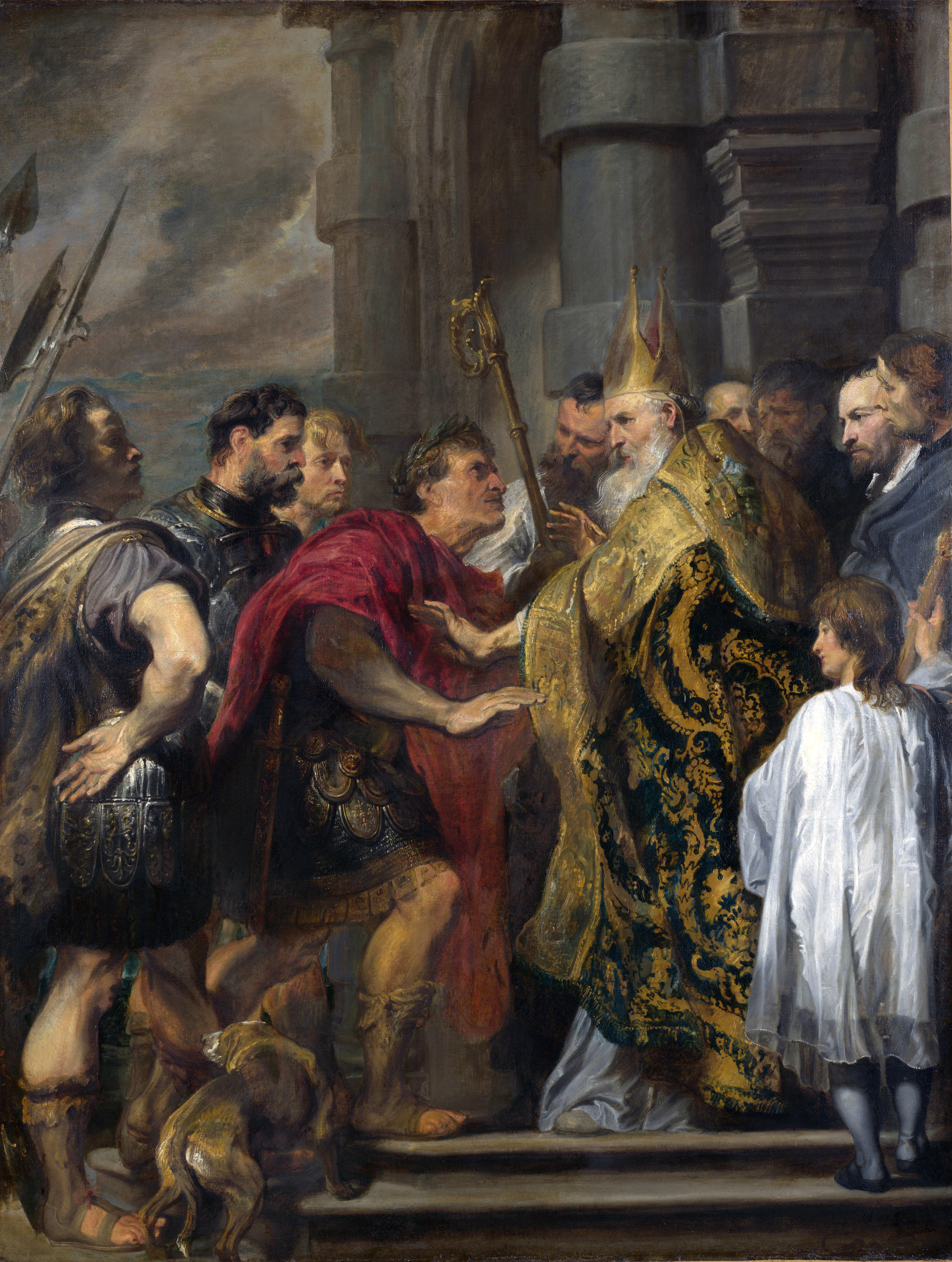
Anthonis van Dyck: Ambrosius a Theodosius

Dva incidenty však zřetelně vyznačily meze císařova zasahování do náboženských záležitostí. V roce 388 byla zapálena synagoga ve městě Callinicum (Ar-Raqqa) na východě říše. Motivem tohoto skutku se patrně stalo nedlouho předtím sásánovským králem Šápúrem II. iniciované pronásledování křesťanů v Persii, na němž se podíleli také Židé. Theodosius chtěl křesťanské žháře pohnat k odpovědnosti, od čehož byl nakonec odvrácen milánským biskupem Ambrosiem, který se domohl značného vlivu již za Gratiana a Valentiniana II.
Druhou událostí byl pak masakr v Soluni v roce 390, při kterém bylo kvůli vraždě gótského velitele Buthericha pobito z císařova rozkazu kolem 7000 občanů zde umístěnými gótskými jednotkami. Theodosius nebyl schopen včas odvolat svůj příkaz, načež Ambrosius odmítl sloužit v přítomnosti císaře mši, pročež Theodosius musel učinit pokání. To však nijak nezmenšilo Theodosiovu autoritu, což ostatně ani nebylo Ambrosiovým záměrem. Přesto tyto dva příklady jasně dokládají, jak mocný a rázný představitel církve dokázal přinutit k ústupkům císaře, který si jinak nárokoval právo stát nad všemi zákony. To byl důsledek císařova pokřtění v roce 380, protože od tohoto momentu byl Theodosius vystaven přímé hrozbě církevních sankcí.

### Hodnocení náboženské politiky
Při hodnocení Theodosiovy náboženské politiky je třeba zdůraznit, že mnohé z jeho přísných zákonů byly v praxi vykonávány nanejvýš laxně, pokud vůbec. Theodosius zřejmě nebyl žádným fanatickým pronásledovatelem heretiků ani pohanů. Šlo mu především o prohloubení integrujících prvků víry, čímž chtěl zamezit možnému narušení stability státu případnými náboženskými rozpory. Zasahoval hlavně proti křesťanským herezím a podle svědectví jeho současníků, jako byl Orosius a také Augustinus z Hippa, to byla právě císařova náboženská politika, která výrazně přispěla k tomu, že římská říše, od roku 395 fakticky rozdělená, si stále uchovávala určitou míru vnitřní jednoty. Theodosiova náboženská politika, jež se vyznačovala císařovým chápáním sebe samotného jako božího zástupce na zemi, napomohla zřetelnému pokroku v christianizaci říše, která tak vykonala veliký pokrok v proměně ve skutečné římské křesťanské impérium (Imperium Romanum Christianum).

## Celkové hodnocení
Brzy po své smrti byl Theodosius za své zásluhy o jednotu církve odměněn křesťany přízviskem „Veliký“. V oblasti náboženství se mu podařil skutečný průlom ve snaze o vytvoření křesťanské říše, přičemž je významná také jeho role při konečné formulaci znění nikajského vyznání víry, která je doposud platná. Tím uskutečnil důležitý krok k dosažení vnitřní konsolidaci říše. Z vojenského hlediska ovšem už nebyl tak úspěšný, neboť nedokázal vyřešit problém nedostatku vlastních římských rekrutů. Naopak dlouhodobá tendence barbarizace římského vojska ještě nabrala na intenzitě i díky stále častějšímu využívání germánských foederati. To se sice jevilo jako dočasně účinné řešení, které však bylo zároveň velmi krátkozraké a nespolehlivé. Theodosiovi se zdálo nevyhnutelné doplnit vojsko prořídlé po katastrofě u Adrianopole barbarskými pomocnými jednotkami. Jednalo se o postup, k němuž se uchylovali již Theodosiovi předchůdci a jež bylo přinejmenším krátkodobě efektivní. Plně zapojit občanské elity do služeb státu a skutečně vyřešit finanční problémy, které byly do značné míry způsobeny i vysokými platbami Gótům, se mu taktéž nepodařilo. Přesto došlo k zefektivnění státní správy a také umění a literatura se v jeho době těšily výjimečnému rozmachu.
Theodosius I. je i přes některé své nedostatky považován za nejvýznamnějšího vládce období mezi panováním Konstantina Velikého a Justiniána I. Theodosiovy schopnosti a opatření výrazně napomohly k tomu, že východní říše byla po Adrianopoli znovu stabilizována a gótské nebezpečí přinejmenším dočasně zažehnáno. Theodosius se obezřetně vyhýbal jakémukoli vojenskému dobrodružství a založil dynastii, jež vládla oběma polovinám říše až do padesátých let 5. století. Císař sám se někdy jevil nerozhodným, zároveň byl ale obratným vládcem a zdatným vojákem, který na rozdíl od mnoha svých předchůdců a nástupců činil samostatná rozhodnutí. Současníci vysoce hodnotili především jeho charakter. Jeho všeobecný respekt vyzdvihovali ve svých pochvalných řečech i pohané Libanios a Themistios, což lze ale částečně přičíst i na vrub pozdně antické tradici velebení panovníků.